# Seven Sisters (stanice metra v Londýně)
Seven Sisters je jednou ze stanic londýnského metra a National Rail nacházející se v londýnské městské části Seven Sisters v obvodu Haringey. Stanici obsluhují Victoria Line a železniční společnost National Express East Anglia. Nachází se v tarifní zóně 3. Je v docházkové vzdálenosti od stanice South Tottenham, která spadá pod London Overground.

## Dějiny
Stanici postavila společnost Great Eastern Railway (GER), konkrétně Stoke Newington & Edmonton Railway 22. července 1872. 1. ledna 1878 GER otevřela další větev směrem na severozápad do stanice Palace Gates. Kvůli nevýnosnosti však byla větev v roce 1963 zavřena a trať demontována.
První úsek spolu i se stanicí na Victoria Line otevřeli 1. září 1968, i když přestup se železniční stanicí byl umožněn až v prosinci toho roku. Původní vstup do stanice společnost GER vybudovala na sever od současné železniční stanice s vyústěním na West Green Road, ale v roce 1872 byl otevřen vchod na opačné jižní straně z přístupem na Seven Sisters Road. Původní vchod byl v tom roce uzavřen. Druhý vchod do stanice zahrnuje hlavní vestibul Victoria Line a nachází se na obou stranách High Street kousek za křižovatkou s Seven Sisters Road (přístup přes podchod). Victoria Line má ve stanici tři nástupiště, kde jedno z nich je vyhrazeno pro soupravy směřující z centra do depa Northumberland Park.
Úsek na Victoria Line mezi stanicemi Finsbury Park a Seven Sisters je nejdelším podzemním úsekem v síti. Během plánování se uvažovalo, že stanici Manor House na Piccadilly Line by přebudovali na stanici Victoria Line, přičemž Piccadilly Line by pokračovala v nových tunelech přímo do následující stanice Turnpike Lane. Návrh byl však zamítnut z důvodu velkých omezení a vysoké ceny.

## Linky
- Na Victoria Line se nachází mezi stanicemi Finsbury Park a Tottenham Hale.

## Galerie

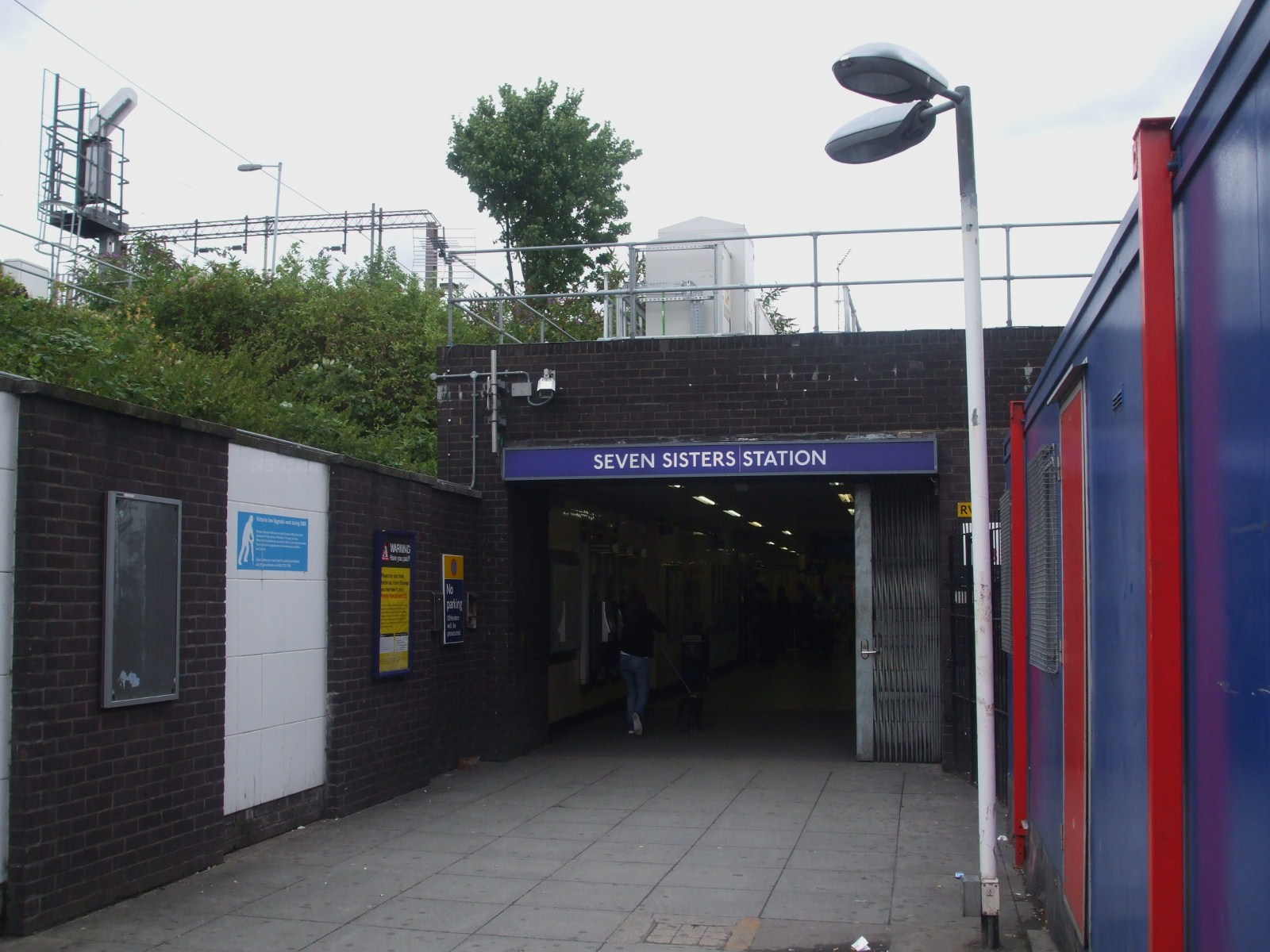
Hlavní vstup do stanice
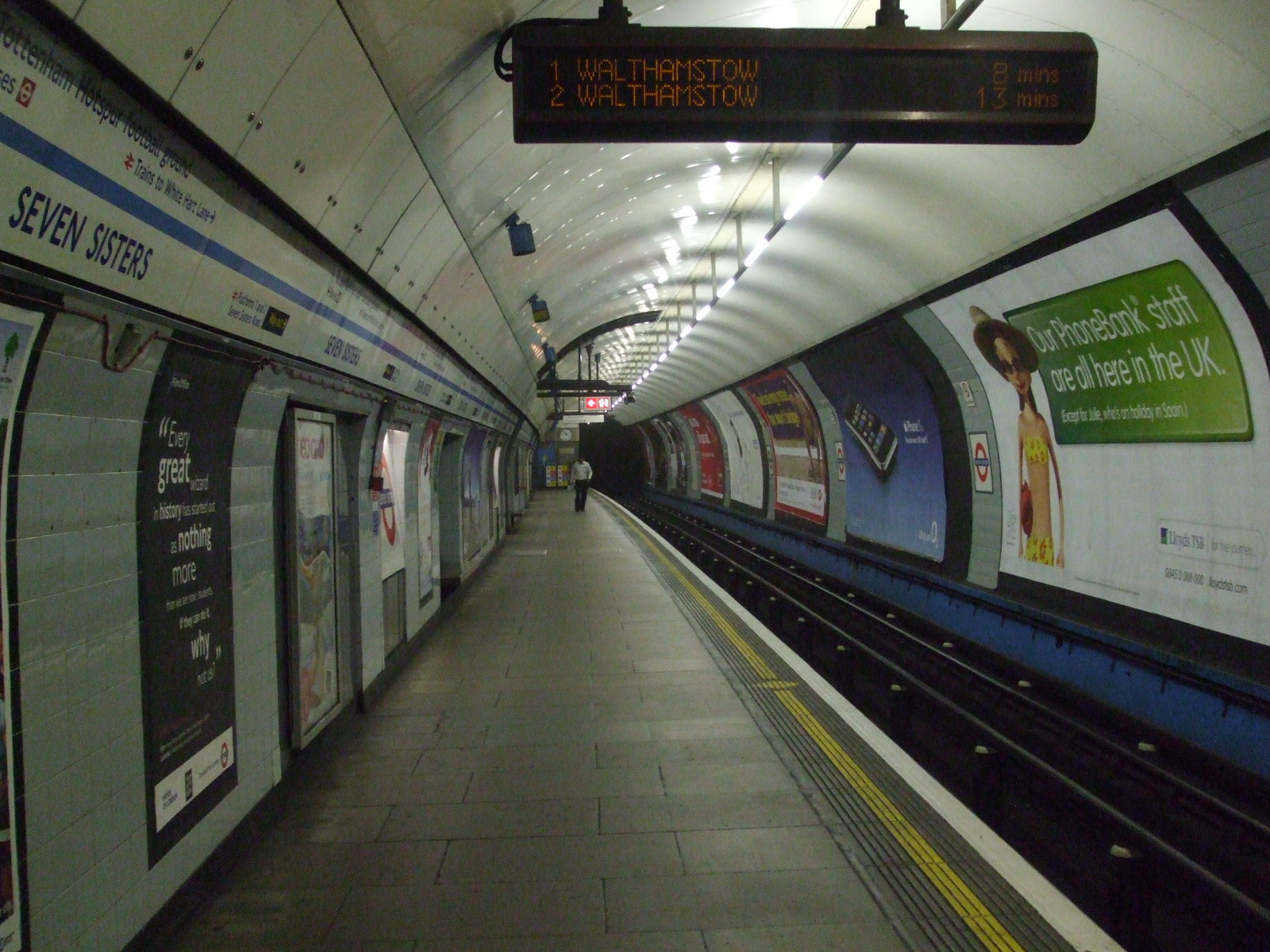
Nástupiště Victoria Line směrem z centra
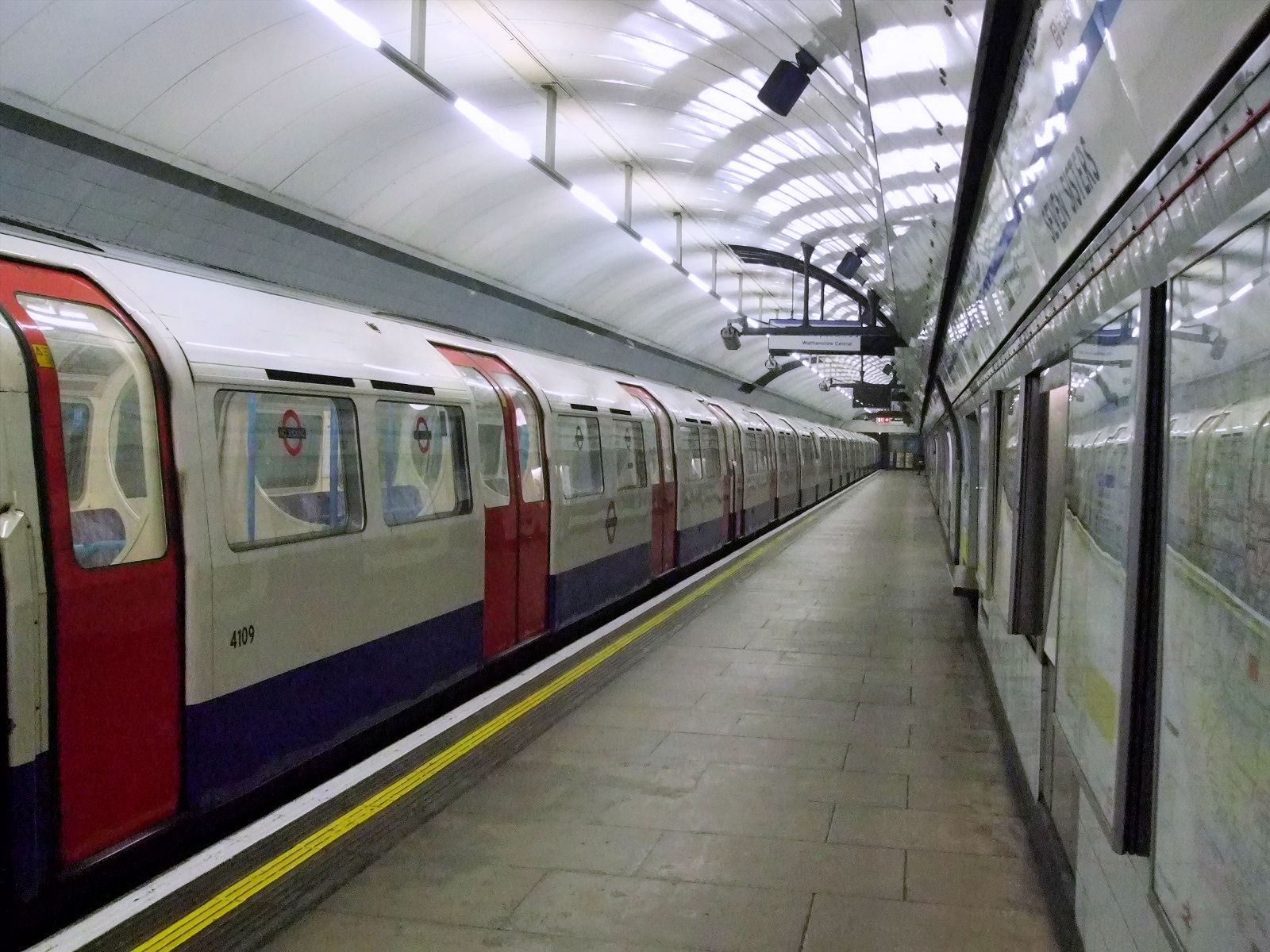
Souprava Victoria Line končící a směřující do depa